# كانو ماسانوبو
كانو ماسانوبو، (بالإنجليزية: Kanō Masanobu)‏، 狩野 正信 ( كيوتو)، هو الرسام الرئيسي ل أشيكاغا شوغن، وبصفة عامة يعتبر مؤسس مدرسة كانو [الإنجليزية] للرسم، الأكثر تأثيرًا في التاريخ الياباني، والتي ظلت مهيمنة لمدة 400 عام ،والمنقطعة النظير في تاريخ العالم. تخصص كانو ماسانوبو في لوحات زين، واللوحات المتقنة للآلهة، والمعتقدات البوذية.
وكانت مدرسة كانو نموذجًا للرسم ظل مهيمنًا لأكثر من 400 عام من وقت ماسانوبو وحتى استعراش مييجي (1868). ولكنها لم تنظم حقًا في نمط متميز في عهد ماسانوبو؛ ولكن حدث ذلك عندما تولى ابن ماسانوبو كانو موتونوبو منصب مدير المدرسة.
وتأثر ماسانوبو كثيرًا بالقس الرسام تينشو شوبون (Tenshō Shūbun)، وتشير بعض المصادر إلى أنه يمكنه الحصول على النصيب الأكبر من دراسته الفنية في عهد شوبون. وعمل في تصميم سيبوكو (suiboku) المستمدة من اللوحة الصينية، ولكن اللمسة اليابانية تضفي عليها نموذجًا لأشكال أكثر تحديدًا. وهناك عدد قليل جدًا من أعماله مازالت موجودة.
واشتغل كانو ماسانوبو في حكومة موروماشي كرسام رسمي (御用絵師، جويو ايشي (goyō eshi))، التابعة في النهاية لـ سوتان.

## روابط خارجية
- كانو ماسانوبو على موقع الموسوعة البريطانية (الإنجليزية)